# Gonypetella flavicornis
Gonypetella flavicornis es una especie de mantis de la familia Mantidae.

## Distribución geográfica
Se encuentra en Kenia, Ruanda, Ruwenzori y Tanzania.